# 아리안 주커
아리앤 주커(영어: Arianne Zucker, 1974년 6월 3일 ~ )는 미국의 배우, 모델이다.

## 출연 작품

### 영화
- 라스트 리조트 (2009, The Last Resort)
- 권력: 욕망의 올가미 (2017, Shattered)

### 텔레비전
- 우리 생애 나날들 (1998-2006, 2008-현재)